# Paul Moder

Paul Moder (1933)

Paul Josef Moder (* 1. Oktober 1896 in Neheim, Provinz Westfalen; † 8. Februar 1942 bei Maly Kalinez, Oblast Nowgorod) war ein deutscher nationalsozialistischer Politiker, Freikorps- und SS-Führer. Ab 1932 war er Reichstagsabgeordneter, nach der „Machtergreifung“ in der Stadt Altona Magistratsmitglied und führend an der Umsetzung der NS-Herrschaft beteiligt, schließlich während der deutschen Besetzung Polens im Zweiten Weltkrieg SS- und Polizeiführer in Warschau.
Moder wirkte seit 1922/23 an vorderer Stelle am Aufbau der Altonaer NSDAP-Ortsgruppe, ab 1925 an der Organisation der örtlichen SA und ab 1931 am Ausbau der SS mit. Auch insoweit unterschied sich seine durch einen antibürgerlich-radikalen Aktivismus geprägte Biografie bis zum Januar 1933 von der vieler anderer früher führender Nationalsozialisten in Altona wie Hinrich Lohse und Emil Brix, die bei aller Verbalradikalität eher dem Normalbild des aufstiegsorientierten, kleinbürgerlichen Parteipolitikers entsprachen.

## In Kaiserreich und Erstem Weltkrieg
Der Sohn eines Hoteliers aus dem westfälischen Neheim verließ vorzeitig das Realgymnasium in Koblenz, um sich im August 1914 als Kriegsfreiwilliger zu melden. Er wurde 1916 bei der Schlacht um Verdun verwundet. Im Laufe des Krieges erfolgte die Auszeichnung mit dem Eisernen Kreuz II. und I. Klasse. Er wurde zum Leutnant der Reserve befördert und bis Kriegsende als Fliegerbeobachter verwendet. Nach der Entlassung aus dem Heeresdienst trat er in einen kaufmännischen Beruf über. „Kaufmann“ war damals eine verbreitete Berufsbezeichnung, die auch viele ehemalige Offiziere wählten, um dahinter ihre illegalen militärischen Aktivitäten zu verbergen. Paul Moder soll außerdem auch als Versandleiter, Korrespondent und Journalist gearbeitet haben. Über sein Äußeres hieß es, er sei „ein schöner Mann, 1,76 m gross und eine gute Erscheinung, sodass er bei Frauen Erfolg hatte“.

## Von der Organisation Roßbach zur NSDAP

### Die ersten Nachkriegsjahre in Altona
Im Frühjahr 1922 kam Moder in die holsteinische Großstadt Altona, wo er sich ehemaligen Freikorpskämpfern um Oberleutnant Gerhard Roßbach anschloss. Roßbach hatte mit seinem Freikorps im Rahmen des Grenzschutzes Ost im Baltikum, 1920 gegen die Rote Ruhrarmee sowie 1920/21 – im Vorfeld der Volksabstimmung über dessen staatliche Zugehörigkeit – in Oberschlesien gekämpft und nach der erzwungenen Auflösung des Korps seine Männer in verschiedenen Tarnorganisationen untergebracht.
Bereits seit 1919 hatten sich auch im „roten Altona“ verschiedene paramilitärische Gruppen gebildet, um die Ergebnisse der Revolution rückgängig zu machen und „Ruhe und Ordnung“ herzustellen. Sie rekrutierten sich aus heimgekehrten, demobilisierten Soldaten, ehemaligen Freikorpsangehörigen und zum Teil aus Angehörigen der Altona-Bahrenfelder Polizeiausbildungsschule in der Theodorstraße. Teile von ihnen hatten schon an der Niederschlagung des Spartakistenaufstandes von Bahrenfeld (5. bis 7. Februar 1919) und der „Hungerunruhen“ (24. Juni bis 1. Juli 1919, ausgelöst durch den „Hamburger Sülzeaufstand“) mitgewirkt, bei denen unter anderem das Polizeigefängnis und das Landgericht gestürmt worden waren und es zu Gefangenenbefreiungen gekommen war. Zu den paramilitärischen Gruppen zählte beispielsweise eine Bürgerwehr (Deckname: „Die Wolke“, später „Freiwillige Wachabteilung Bahrenfeld“), die auf Initiative des Hamburger Überseekaufmanns Richard C. Krogmann aus Offizieren und Feldwebeln, aber auch Schülern und Studenten wie dem erst 17-jährigen, späteren SS-General Bruno Streckenbach gegründet worden und für deren Organisation Gustav Noskes vormaliger Adjutant Edouard Becker verantwortlich war. Dieser gut bewaffnete Wehrverband, der von Hamburger Bürgerfamilien finanzielle Zuwendungen erhielt, fand bald darauf mit Unterstützung der dortigen Kommandantur in dem Kasernenkomplex an der Luruper Chaussee in Bahrenfeld seinen festen Stützpunkt.

Ihre Führer fassten diese Gruppen zu militärisch organisierten Kampfverbänden zusammen, die Übungen in Altonas Umland veranstalteten und Putschpläne für Norddeutschland entwickelten. Im März 1920, während des Kapp-Lüttwitz-Putsches, waren einige von ihnen an der Seite von Reichswehrangehörigen zum Altonaer Rathaus gezogen und hatten die Übergabe der politischen Macht gefordert, wurden jedoch von Mitgliedern des SPD-DDP-Magistrats mit Unterstützung republikanischer Heimwehrverbände abgewiesen.
Viele dieser Gruppen standen in Verbindung zur NSDAP, die 1920 in München gegründet worden war und sich bald über das ganze Reich ausbreitete; auch der Roßbach-Bund war bereits 1922 Kollektivmitglied der Partei. Traumatisiert von den Erfahrungen und enttäuscht über den Ausgang des Krieges, den aus ihrer Sicht „unwürdigen Abgang“ des Kaisers und die Erfolglosigkeit der Freikorpsunternehmen, ohne soldatische Zukunft und berufliche Aussichten, hatten sich viele von ihnen vom nationalen Konservatismus ab- und einem aktionistischen, revolutionären Nationalismus zugewandt, in dem häufig auch völkische und antisemitische Motive Platz fanden. Im benachbarten Hamburg existierte bereits im Frühjahr 1921 eine kleine NSDAP-Ortsgruppe, die in der Folgezeit mit den Altonaer Kampfverbänden zusammenarbeitete. Moder trat im Sommer 1922 der Partei auch als Einzelperson bei und gründete 1923 die Altonaer Ortsgruppe mit, als deren Leiter bald Hinrich Lohse fungierte.

### Der „Kampfbund Roland“
Paul Moder wurde bereits kurz nach seiner Ankunft in Altona zum Kommandeur der dortigen Organisation Roßbachs ernannt. Noch im Frühjahr 1922 schloss sich eine Gruppe von zunächst 24 Angehörigen der örtlichen Polizei, die während ihrer Ausbildung unter dem Tarnnamen „Vereinigung zur Wahrung der Interessen deutscher Grenzmärker“ zusammengefunden hatten, den Roßbachern an. Neben Moder waren zwei weitere ehemalige Freikorpskämpfer, Alf Krüger und Rittmeister a. D. Raben, für Organisation und Training der Gruppe zuständig; anfangs stellte sie auch den Saalschutz für Zusammenkünfte der Hamburger NSDAP, bevor sich diese 1923 eine eigene Sturmabteilung (SA) schuf. Dieser Veranstaltungsschutz bestand häufig – wie es dann später auch die von Moder befehligte Altonaer SA praktizieren sollte – im gewalttätigen Vorgehen gegen jegliche Kritiker, die aus dem Saal geprügelt und nicht selten krankenhausreif geschlagen wurden.
Im September 1922, nach der Ermordung Walther Rathenaus, reorganisierten Krüger und Moder ihre auf 103 Mitglieder angewachsene Truppe in drei militärischen Zügen, von denen der „Zug Bahrenfeld“ über 30 Polizeianwärter und sechs Angehörige der Polizeikaserne in der Viktoria-, heute Eggerstedtstraße, umfasste. Den Polizisten, die sich zu diesem Zeitpunkt „Turnerschaftlicher Kameradschaftsbund ‚Roland‘“ nannten, war es gelungen, ihre Zugehörigkeit zur Roßbach-Gruppe zu verbergen, so dass sie im November 1922, im Unterschied zu anderen antirepublikanischen Geheimbünden, beim Verbot der NSDAP und verwandter Gruppierungen infolge des Republikschutzgesetzes nicht erwähnt wurden und somit von der Polizeiführung unter Senator Walther Lamp’l (SPD) unbehelligt blieben. Zu den Treffpunkten der Gruppe gehörten mehrere Lokale im Stadtgebiet wie der „Schützenhof“, das „Alte Gasthaus“ und der Wartesaal des Altonaer Hauptbahnhofs.
Infolge der galoppierenden Inflation und des Beginns der Ruhrbesetzung gewann die Organisation um den Jahreswechsel 1922/23 zahlreiche neue Mitglieder in Altona und wurde unter der Bezeichnung „Kampfbund Roland“ analog der SA in mehrere Hundertschaften gegliedert; Ende Januar 1923 nahmen Moder, Krüger und andere Angehörige dieser Gruppe am ersten NSDAP-Reichsparteitag in München teil. Ermutigt durch den Aufruf der Reichsregierung unter Wilhelm Cuno zum passiven Widerstand gegen die Ruhrbesetzung, schloss sich der Kampfbund mit anderen Wehrverbänden aus den benachbarten Städten Hamburg und Altona zur „Arbeitsgemeinschaft der vaterländischen Kampfverbände“ zusammen, die ihre Zentrale in Altona hatte und der Verbindungen zur Reichswehrführung nachgesagt wurden. Zu den geheimen Depots, die diese Arbeitsgemeinschaft anlegte, trug der Kampfbund Roland mit aus Polizeibeständen „abgezweigten“ Waffen erheblich bei. Es existierten auch detaillierte Putschpläne, die nach einer Razzia bei dem Altonaer Hauptmann a. D. August Fleck gefunden wurden und am 27. Juni 1923 Gegenstand einer Debatte in der Hamburgischen Bürgerschaft waren.

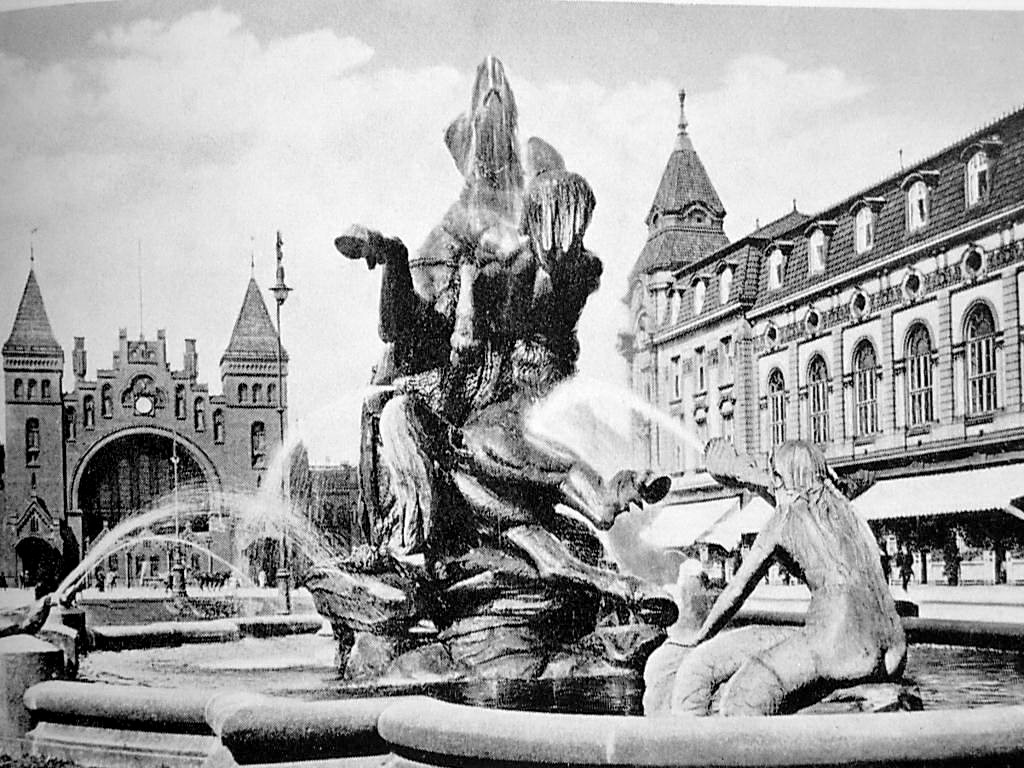
Hotel Kaiserhof (rechts) am Altonaer Hauptbahnhof

Bereits in der Nacht vom 17. auf den 18. Februar 1923 kam es in Altonas „Hotel Kaiserhof“ zu einem Geheimtreffen führender Vertreter verschiedener politischer und militärischer Organisationen, darunter dem NSDAP-Nachfolger Großdeutsche Arbeiterpartei und der Deutschvölkischen Freiheitspartei, an der auch Moder, Raben und, als Redner, Roßbach teilnahmen. Die Polizei hob diese Veranstaltung aus und nahm Raben und Roßbach – nicht jedoch Paul Moder – fest, entließ beide aber 24 Stunden später wieder. Laut Polizeichef Lamp’l waren „die meisten der Versammelten, die im Alter von 19 bis 25 Jahren standen, … bewaffnet, und zwar mit Totschlägern, Stahlruten, … Stich- und einzelne sogar mit Schußwaffen!“. Zu einem Vorgehen gegen den Roland oder die Arbeitsgemeinschaft führten diese Ereignisse nicht.
Bei der Wahl zur Altonaer Stadtverordnetenversammlung am 4. Mai 1924 erhielt der Völkisch-Soziale Block (VSB), in den etliche Mitglieder der verbotenen NSDAP eingetreten waren, 8005 Stimmen (entsprechend 8,9 %), größtenteils aus den bürgerlichen Wohnvierteln, und zog mit fünf Abgeordneten, darunter Hinrich Lohse, in das Kommunalparlament ein. Die beiden vorher nicht der NSDAP angehörenden Abgeordneten, Schulrektor Johannes Laß und Malermeister Karl Johannsen, wurden kurz darauf zum Mandatsverzicht gedrängt. Der Roland-Bund hatte unter Moders Führung den Schutz der Wahlveranstaltungen des VSB organisiert.

## Aufbau der SA und Aufstieg der Altonaer NSDAP
Nach der Haftentlassung Hitlers im Dezember 1924 wurde die NSDAP im Februar 1925 neu gegründet. Auch in Altona bildete sich umgehend eine neue NSDAP-Ortsgruppe – die erste in Schleswig-Holstein – aus dem Völkisch-Sozialen Block und anderen Gruppierungen wie der Deutsch-Völkischen Freiheitsbewegung. Am 1. März 1925 wurde in Neumünster der NSDAP-Gau Schleswig-Holstein gegründet, dessen Leiter der Altonaer Ortsgruppenführer Lohse wurde. Moder trat der Partei offiziell zum 6. Juli 1925 bei (Mitgliedsnummer 9.425). Altona selbst war für einige Zeit „Gauhauptstadt der Nordmark“. Währenddessen bauten Wilhelm von Allwörden und Paul Moder aus dem Kampfbund Roland und jüngeren, männlichen NSDAP-Mitgliedern die ersten SA-Abteilungen auf, die ab Februar 1926 in verschiedenen Gaststätten ihre Treff- und Stützpunkte („Sturmlokale“ oder „SA-Kasernen“) hatten – anfangs nur in den „besseren Wohngegenden“ Altonas, gegen Ende der 1920er aber auch zunehmend in den sozialdemokratisch (Ottensen, Bahrenfeld, Lurup) bzw. kommunistisch (Altstadt) dominierten Stadtteilen, wo es gleichfalls Gastwirte gab, die mit der NSDAP sympathisierten. Meist lagen diese Treffpunkte in Quartieren bzw. Wohnblöcken, in denen die Partei auch relativ gute Wahlergebnisse erzielte. Die SA trat ab September 1925 regelmäßig als Saalschutz bei Parteiversammlungen und öffentlichen Propagandaveranstaltungen in Altona auf. Diese mündeten stets in „nahezu obligatorische Schlägereien [mit] Kommunisten, die das Eingreifen der Polizei erforderlich machten“. Nach einer Goebbels-Hetzrede gegen Republik und Arbeiterparteien am 30. März 1927 kam es zu einer Saalschlacht, die sich auf den umliegenden Straßen fortsetzte und rund 25 Verletzte zur Folge hatte. In deren Folge musste die NSDAP-Ortsgruppe nicht nur für den Sachschaden von weit über 1.000 RM aufkommen, sondern hatte bis 1929 erhebliche Schwierigkeiten, überhaupt noch einen Veranstaltungsraum in Altona zu finden.
Die Partei hatte bei ihrer Wiedergründung 1925 121 Mitglieder; zwischen Sommer 1929 und Frühjahr 1931 stieg die Zahl von etwa 300 auf 1.300 Personen. Damit gingen aber zunächst keine vergleichbaren Wahlerfolge einher: bei der Stadtverordnetenwahl 1927 zog nur ein einziger Nationalsozialist in das Kommunalparlament ein, 1929 – Altona hatte inzwischen durch Eingemeindungen aufgrund des Groß-Altona-Gesetzes seine Einwohnerzahl auf etwa 240.000 vergrößert, der Sozialdemokrat Max Brauer war neuer Oberbürgermeister – reichten 6.880 Stimmen für drei Sitze. Moder selbst zog im Februar 1927 nach München; zusammen mit mehreren Dutzend anderen SA-Angehörigen um den SA-Führer Edmund Heines, dem Anführer der Münchener Roßbacher, wurde er Anfang Juni 1927 vorübergehend aus Partei und SA ausgeschlossen. Hintergrund dieser Maßnahme war, dass Teile der Münchener SA um Heines im Mai 1927 gegen den Legalitätskurs der Parteiführung um Hitler gemeutert hatten und stattdessen die Einschlagung einer „aktivistischeren“ (d. h. revolutionären) Strategie zur Machtübernahme gefordert hatten. In dem Bestreben, die Münchener SA zu disziplinieren, hatte die Parteiführung für den 25. Mai 1927 einen Generalappell im Hirschbräukeller angesetzt und bekannt gegeben, dass jeder SA-Mann, der diesem fernbleibe, aus der Partei ausgeschlossen werde. Etwa ein Drittel der Münchener SA-Männer, darunter Moder, folgten diesem Appell aus Protest gegen die Linie der Parteiführung dennoch nicht und wurden daraufhin durch den Untersuchungs- und Schlichtungsausschuss der Parteiführung auf Antrag von Franz Pfeffer von Salomon aus der Partei ausgeschlossen. Zu tief kann der Bruch mit der Partei indes nicht gewesen sein: In einem Strafverfahren vor dem Landgericht München wegen des Eindringens in den Bannkreis um den Bayerischen Landtag in einem nicht genehmigte Aufzug, das im Dezember 1927 stattfand, wurden Heines, Moder und einige andere ehemalige SA-Leute bereits wieder von Hitlers persönlichem Anwalt Hans Frank verteidigt.
Von April 1930 bis September 1931 arbeitete Moder als Angestellter der NSDAP-Reichsleitung. 1929/30, nach Beginn der Kampagne gegen den Young-Plan und insbesondere begünstigt durch die Arbeitslosigkeit infolge der Weltwirtschaftskrise, erhielt die Altonaer SA starken Zulauf. Für manchen Angehörigen des Stahlhelm waren die Nazis „hoffähig“ und aufgrund ihrer Stärke und ihrer stark zunehmenden Aktivitäten attraktiv geworden; die Präsenz der SA auf Altonas Straßen, aber auch in zahlreichen Propagandaveranstaltungen stieg ab Mitte 1930 sprunghaft an. Darüber hinaus wurden Erwerbslose zur Haupt-Zielgruppe für Anwerbeversuche seitens der Nationalsozialisten, die von den materiellen Sorgen der sozial Deklassierten und deren Unzufriedenheiten mit „dem System“ profitieren konnten. Schließlich versprachen sich manche Bewohner der kommunistischen Hochburgen in der Altstadt („Klein-Moskau“), die selbst nicht zur KPD tendierten, von der SA auch einen gewissen Schutz vor den gleichfalls zunehmenden Aktivitäten der kommunistischen Organisationen. Das Gros der SA-Männer und insbesondere ihrer Führungsebene stammte aber weiterhin aus dem kleinbürgerlichen Milieu oder dem alten Mittelstand  – ähnlich der Struktur der NSDAP-Ortsgruppe: von den vor dem 30. Januar 1933 beigetretenen Mitgliedern waren 38,1 % Angestellte oder Beamte, 24,3 % Handwerksmeister, mittlere und Einzelhändler, 17,1 % gelernte und 15,5 % ungelernte Arbeiter.
Im September 1931 kehrte Paul Moder nach Altona zurück, wo die Zeit der Straßenkämpfe zwischen SA, Reichsbanner und Rotfrontkämpferbund begann, die ihren negativen Höhepunkt nach Aufhebung des zweimonatigen SA-Verbotes (14. Juni 1932) im Altonaer Blutsonntag finden sollte. Aufgrund seiner langjährigen Erfahrungen wurde Moder 1931 in die SS aufgenommen (SS-Nr. 11.716), die Heinrich Himmler seit 1929 stark ausbaute, und als Führer der zunächst in Wesselburen, ab September 1932 in Hartenholm und ab April 1933 in Altona stationierten 4. SS-Standarte „Schleswig-Holstein“ hauptberuflich beschäftigt. Obwohl er sich bis dahin immer als ein „Mann der Tat“ und weniger als ein Parteipolitiker verstanden hatte, ließ sich Moder zur Reichstagswahl am 31. Juli 1932 als NSDAP-Kandidat aufstellen und gewann ein Mandat. Ehe er auf die Parteiliste gesetzt wurde, musste Gauleiter Lohse sich allerdings zunächst mit dem damaligen SS-Gruppenführer Dietrich ins Benehmen setzen, weil es einen zweiten gleichrangigen SS-Kandidaten, den Standartenführer Alfred Rodenbücher, gab. Im überwiegend ländlichen Schleswig-Holstein (Wahlkreis 13) konnten die Nationalsozialisten bereits zu diesem Zeitpunkt deutlich mehr als 50 % der Stimmen auf sich vereinigen; sie gewann acht der 14 Mandate in dieser Provinz. Seinen Wahlkampf hatte er allerdings auf gewohnt brachiale Art geführt: in zehn Orten Schleswig-Holsteins organisierte er, dabei die Tradition des radikalen Flügels der Landvolkbewegung unter Claus Heim fortsetzend, in diesem Sommer Bombenanschläge auf SPD- und KPD-Angehörige. Im November 1932 wurde er deswegen zu sechseinhalb Jahren Zuchthaus verurteilt, kam allerdings, nachdem er am 6. November erneut gewählt wurde und der Reichstag zur Haftverschonung seine Immunität wieder hergestellt hatte, umgehend frei und brauchte diese Strafe nie abzusitzen.
An dem „Werbemarsch“ zahlreicher schleswig-holsteinischer SA-Züge vom 17. Juli 1932 durch Altona war Moder offenbar nicht persönlich – jedenfalls nicht in dienstlicher Funktion – beteiligt: in der Literatur zu diesem „Altonaer Blutsonntag“ findet sich lediglich ein Beleg dafür, dass Hamburger SS-Leute an diesem provokativen Umzug durch „Klein-Moskau“ teilnahmen. Wohl aber standen dabei die Altonaer SA-Züge im Zentrum der Auseinandersetzungen, insbesondere der schon länger berüchtigte 2. Sturm (offiziell: Sturm 31/2), nach seinem Anführer, dem Bäcker und Konditor Hubert Richter, auch als Richter-Sturm bezeichnet. Und kurz vor dem Blutsonntag hatte es am 8., 10. und 11. Juli bereits drei gewalttätige SA-Aufmärsche in Altona gegeben, an denen auch SS-Leute beteiligt waren.
Dennoch gelang der NSDAP bei der Reichstagswahl im November auch hier ein Durchbruch: Die Partei lag nur noch in den Stadtteilen Altstadt (hinter der KPD), Ottensen, Bahrenfeld und Lurup (hinter der SPD) lediglich auf Platz 2, während ihre Hochburgen insbesondere in den erst 1927 und teilweise gegen heftigen örtlichen Widerstand eingemeindeten, großbürgerlichen Vororten Rissen, Sülldorf, Oevelgönne (über 50 %), Blankenese und Othmarschen (über 40 %) lagen.

## Im Dritten Reich

### „Machtübernahme“ in Altona
Bei der Reichstagswahl vom 5. März 1933 errang Paul Moder erneut ein Mandat im Wahlkreis 13.
Am 10. März 1933 um Mitternacht – zwei Tage vor der Stadtverordnetenwahl – besetzte die SS unter seiner Führung das Altonaer Rathaus und erklärte Oberbürgermeister Brauer und den Magistrat für abgesetzt. Der neue Oberbürgermeister Emil Brix, seit 1925 Mitglied der Altonaer Nationalsozialisten und Abgeordneter im preußischen Landtag, berichtete dem preußischen Innenminister am 11. März, er habe

„gestern aus eigener Machtvollkommenheit durch die SS Altona unter Führung des SS-Oberführer Moder, M.d. R., das Altonaer Rathaus besetzen lassen. … die Übergabe ging ohne Schwierigkeiten von sich. Als kommissarischen Oberbürgermeister habe ich mich selbst eingesetzt. Die Dezernate des Magistrats wurden kommissarisch wie folgt besetzt: Bauwesen und Polizei: Pg. Heinrich Schmidt, … Polizeil. Fachreferent des komm. Oberbürgermeisters: Pg. Polizeihauptmann Munkel.
Die vollziehende Gewalt ist auf den SS-Oberführer Moder unter gleichzeitiger Berufung zum Stadtkommandanten übergegangen. Die übrigen Dezernate unterstehen direkt dem kommissarischen Bürgermeister. Die SS hält das Rathaus besetzt und garantiert für Ruhe und Ordnung. … Im Laufe der Nacht ist weiter verhaftet worden, und zwar von SS-Männern, der sozialdemokratische Landtagsabgeordnete Bugdahn mit fünf weiteren Funktionären der SPD, die sämtlich dem Polizeipräsidium Altona übergeben wurden, die die Herrschaften in Schutzhaft genommen hat.“

Im Gegensatz zu Zeitungsberichten übernahm Paul Moder nicht die vollziehende Gewalt in Altona. Emil Brix betonte dies in dem oben genannten Schreiben in einem Nachtrag so: „SS-Oberführer Moder ist nicht, wie irrtümlich angegeben, Inhaber der vollziehenden Gewalt, sondern befiehlt über die zum Schutz des Rathauses und der städt. Gebäude eingesetzten Hilfskräfte der SA und SS.“ Entgegen späteren Behauptungen in der regionalgeschichtlichen Literatur wurde Moder auch nicht Polizeisenator von Altona. Seine Macht beschränkte sich bis Ende März 1933 auf die Befehlsgewalt über die ohne Rechtsgrundlage agierenden SA- und SS-Einheiten. Abgesehen davon, dass der Altonaer Polizeisenator nicht für die preußische Schutzpolizei in Altona zuständig war, sondern lediglich ordnungsbehördliche Aufgaben besaß, stimmte sich Moder mit dem zuständigen Polizeipräsident Fritz Diefenbach (DVP) ab. Ende März 1933 wurde Paul Hinkler (NSDAP) Polizeipräsident für Altona-Wandsbek, und somit unterstand die preußische Polizei einem Nationalsozialisten.
| Moders SS-Ränge                          | Ernennung          |
| ---------------------------------------- | ------------------ |
| Sturmführer                              | 1. September 1931  |
| Sturmbannführer                          | 20. September 1931 |
| Standartenführer                         | 18. Oktober 1931   |
| Oberführer                               | 6. Oktober 1932    |
| Brigadeführer                            | 15. Dezember 1933  |
| Gruppenführer                            | 9. November 1936   |
| Hauptsturmführer der Reserve (Waffen-SS) | 19. Juli 1941      |
| Sturmbannführer der Reserve (Waffen-SS)  | 9. November 1941   |

Die NSDAP erhielt bei der Kommunalwahl am 12. März zwar nur gut 46 % der Stimmen und 30 der 61 Stadtverordnetensitze, aber da die zehn KPD-Abgeordneten sofort in „Schutzhaft“ genommen wurden und mehrere der 16 sozialdemokratischen Stadtverordneten sich versteckten oder aus der Stadt flüchteten, verfügten die neuen Machthaber auch im kommunalen Parlament über eine solide Mehrheit, erst recht, nachdem die fünf Stadtverordneten des Kampfbund Schwarz-Weiß-Rot und der Vertreter des Nationalen Bürgertums noch im März zur NSDAP übertraten.
Paul Moder wurde am 10. Oktober zum unbesoldeten Stadtrat ernannt und sollte danach die Nachfolge des nach Berlin versetzten Hinkler als Polizeipräsident für Altona-Wandsbek antreten. Da sich Hinkler in seiner neuen Position als Leiter des reichsweiten Gestapo-Amtes in Berlin nicht gegen interne Konkurrenten durchsetzen konnte, kam es nicht mehr dazu. Hinkler kehrte im November 1933 nach Altona zurück, und Moder wurde Ende 1933 zum SS-Brigadeführer befördert und im Februar 1934 mit der Führung des SS-Abschnittes III (Berlin) entschädigt. Ihm unterstanden somit die drei Berliner SS-Standarten.
Das Hauptinstrument zur Durchsetzung der Volksgemeinschaftsideologie in Altona war die Gleichschaltung, also die Unterordnung der bis dahin auf unterschiedliche, oft private Träger verteilten Kultur-, Bildungs- und Freizeiteinrichtungen bzw. des öffentlichen Lebens insgesamt unter eine zentrale Führung. Der preußischen Polizei (und 1933 auch noch der SA) kamen dabei zwei Aufgaben zu: zum einen das Aufspüren aller tatsächlich oder vermeintlich in Opposition zu den neuen Machthabern stehenden Personen und Gruppen und zum anderen die Sicherung der Ziele, die von den teilweise miteinander konkurrierenden Inhabern kommunaler und Parteiämter formuliert wurden. Im Rathaus selbst wurden schon vor Inkrafttreten des Berufsbeamtengesetzes zahlreiche Verwaltungsmitarbeiter entlassen und zum großen Teil durch NS-Gefolgsleute bzw. bekannte Gegner des „Weimarer Systems“ ersetzt. Nach der Machtübergabe an die Nationalsozialisten wurden 1933 insgesamt 223 Bedienstete in Altona entlassen.
Hinsichtlich des ersten Aufgabenkomplexes arbeiteten die dem Polizeipräsidenten in Altona unterstellten Kräfte einschließlich der als Hilfspolizisten eingesetzten SA-Leute mit der gleichen Brutalität und Effizienz wie in anderen Regionen des Reiches. Zwar konnte der abgesetzte Max Brauer rechtzeitig untertauchen, aber Ex-Bausenator Gustav Oelsner wurde am 11. März und Otto Eggerstedt, der im Juli 1932 abgesetzte sozialdemokratische Polizeipräsident, am 27. Mai 1933 verhaftet. Auch in Altona, dessen jüdische Gemeinde gut 2.500 Menschen zählte, kam es am 1. April 1933 zu ersten, von der SA organisierten Boykottaktionen gegen jüdische Geschäfte. Die Bewohner der örtlichen Hochburgen von SPD und KPD schließlich standen sozusagen unter Generalverdacht und unterlagen gleichfalls den Repressalien der Ordnungskräfte.
Hinsichtlich des zweiten Aufgabenbereiches wurde als eine der ersten Maßnahmen ein „Amt für Kunst und Kultur“ geschaffen, um die verschiedenen staatlichen Aktivitäten zu koordinieren, während private Gesellschaften und Vereine sich zwangsweise dem „Volksbund für Volkstum und Heimat“ anschließen mussten, wenn sie nicht – wie beispielsweise die zahlreichen Altonaer Arbeitersportvereine unmittelbar nach dem Reichstagsbrand (kommunistische) bzw. im Mai 1933 (sozialdemokratische) – gleich ganz verboten wurden. Hinzu kamen 1933/34 öffentlich inszenierte Massenveranstaltungen wie die Geburtstagsfeier der Heimatdichterin Charlotte Niese, eine „Skagerrakfeier“ anlässlich des Besuchs einer Flotteneinheit im Hafen, das sportliche „Jugendfest“ im Städtischen Stadion oder die Eröffnung des Flugplatzes an der Luruper Chaussee.
Diese Maßnahmen verhinderten dennoch nicht, dass es in Altona bis mindestens Ende 1933 eine nennenswerte Ablehnung des neuen Regimes gab: Anlässlich der Volksabstimmung über den deutschen Völkerbundaustritt am 12. November des Jahres stimmten 13,5 % mit Nein (in Schleswig-Holstein insgesamt 10,7 %, im Deutschen Reich nur 6,6 %).
Zum 20. Februar 1934 berief Heinrich Himmler Paul Moder nach Berlin. Auch sein Abschied aus Altona geriet zu einer solchen öffentlichen Demonstration des Gemeinschaftsgedankens, wie die NS-Zeitung Der Angriff schrieb:

„Moder verknüpfen mit Altona Erinnerungen an eine schwere Kampfzeit. Die unter seiner Führung stehende Roßbachkompanie bildete den Grundstock der Altonaer SS. … Nach dem Bekanntwerden der Nachricht von der Versetzung Moders bereitete ihm der Altonaer SS-Sturmbann … eine Ehrung. Um 7 Uhr abends stand der Sturmbann vor dem ‚Haus der Jugend‘ auf dem Adolf-Hitler-Platz. Unter den Klängen des Präsentiermarsches schritt Brigadeführer Moder zum letztenmal die Front der Männer ab, mit denen er gemeinsam für die Bewegung gekämpft und gelitten hatte.“

### SS-Führer in Berlin und Warschau

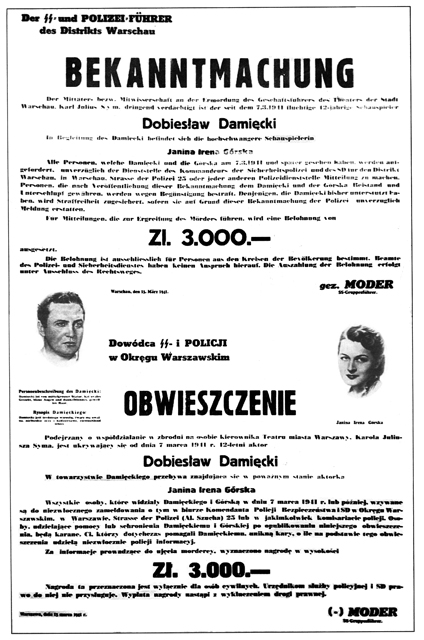
Moders Bekanntmachung nach der Ermordung des Schauspielers und Kollaborateurs Igo Sym in Warschau im März 1941.

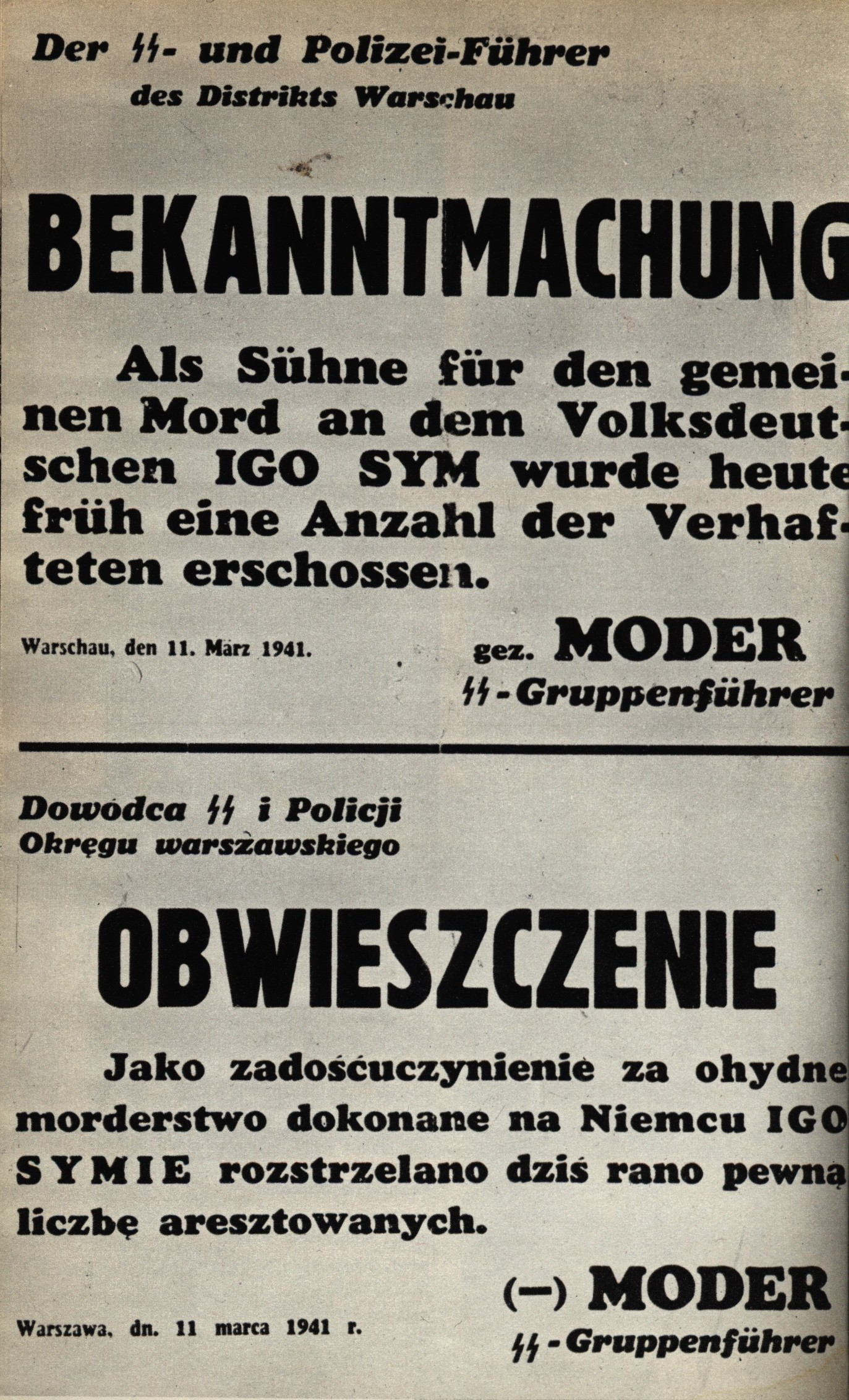
Moders Bekanntmachung über die Hinrichtung von polnischen Geiseln in Warschau am 11. März 1941.

In Berlin wurde er Anfang November 1938 für ein Jahr, seit 1936 mit dem Dienstgrad SS-Gruppenführer ausgestattet, Stellvertreter des Oberabschnitts Ost/Spree und somit Vertreter des Obergruppenführers Sepp Dietrich. Daneben hat er bis 1939 durchgehend dem machtlosen und zunehmend seltener zusammentretenden NS-Reichstag angehört, nachdem er zuletzt im Dezember 1938 wieder als Abgeordneter für den Berliner Wahlkreis 3 bestätigt worden war. Privat hatte er erhebliche Finanzprobleme; so informierte er Himmler 1937, er habe ein zinsloses Darlehen über 15.000 RM von dem Hamburger Kaufmann Hermann Fürchtegott Reemtsma aufnehmen müssen, um seine Ehefrau im Scheidungsfall abfinden zu können.
Am 1. November 1939, bald nach dem deutschen Überfall auf Polen, kommandierte Himmler Paul Moder in das politisch von Hans Frank geleitete Generalgouvernement als SS- und Polizeiführer Warschau ab, wo er bis Juli 1941 tätig war. Moders unmittelbarer Vorgesetzter im Generalgouvernement war der Höhere SS- und Polizeiführer Friedrich-Wilhelm Krüger.

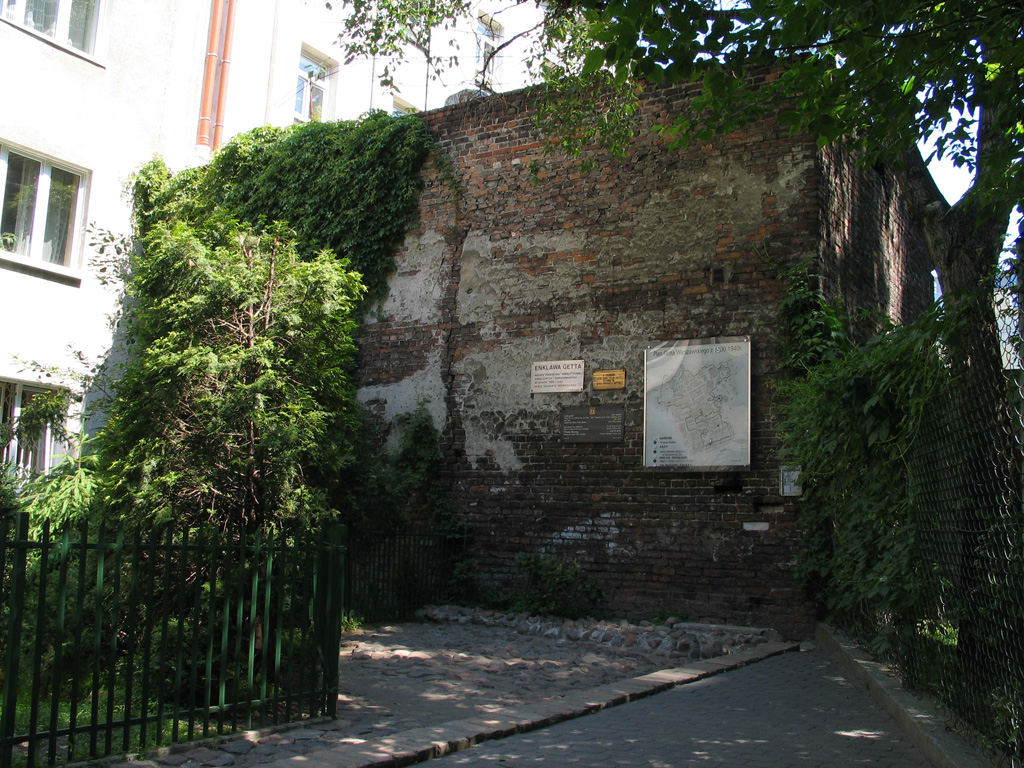
Rest der Ghetto-Mauer in einem Warschauer Hinterhof

Während dieser Zeit wurde das Warschauer Ghetto eingerichtet, dessen Bewachung Moders Einheit oblag, und die Zwangsarbeit für jüdische Bewohner eingeführt. Am 30. März 1940 verhaftete die Sicherheitspolizei etwa 1.000 Angehörige des polnischen Widerstandes, die ab Anfang Mai standrechtlich hingerichtet wurden. Im April 1940 erfolgte der Bau einer Mauer um das Ghetto, ab November durfte es nur noch mit einem Erlaubnisschein verlassen werden. Sicherung und Kontrolle dieser Maßnahmen fielen in Moders Zuständigkeitsbereich. Möglicherweise hat er sich – wie sein deswegen später angeklagter Adjutant von Eupen  – bei Beschlagnahmungen auch persönlich bereichert.
Von Ende Mai bis Anfang Juni 1940 nahm Moder für einige Wochen am Westfeldzug in Frankreich teil und wurde für seinen dortigen Einsatz mit der Spange zum EK I ausgezeichnet.
In unmittelbarem zeitlichem Zusammenhang mit dem deutschen Angriff auf die Sowjetunion (ab Juni 1941) beurlaubte Paul Moder sich zu einem längeren Besuch seiner Familie in Berlin selbst; diese Eigenmächtigkeit wurde von seinem direkten Vorgesetzten Krüger dem SS-Personalhauptamt gemeldet. Moder berief sich darauf, dass Krüger ihm die Aufhebung der Urlaubssperre mitgeteilt habe. Es muss Spekulation bleiben, ob sich dahinter ein tiefergehender Konflikt zwischen den beiden Männern verbarg, ebenso, ob Himmlers folgende Entscheidung – wie von Friedman vermutet  – aus einem spontanen Zorn oder aus der Enttäuschung über den von ihm immer geförderten „alten Kämpfer“ heraus erfolgte. Jedenfalls wurde Moder am 19. Juli 1941 vom Reichsführer SS seiner Funktion enthoben, durch Arpad Wigand ersetzt und zur SS-Division Totenkopf an die Ostfront abkommandiert. Offenbar bewährte er sich auch dort: Am 9. November 1941 wurde er zum Sturmbannführer d. R. der Waffen-SS befördert. Im Februar 1942 fiel er zu Beginn der Einkesselung bei Demjansk nahe Maly Kalinez in der Region um Nowgorod.
Himmler kondolierte Moders Witwe persönlich.
Im Dezember 1942 fanden sich u. a. sein goldenes Parteiabzeichen und sein SS-Führerausweis unter dem Diebesgut eines SS-Mannes und Reichsbahnschaffners.

## Archivarische Überlieferung
Im Bundesarchiv haben sich eine Reihe von personenbezogenen Unterlagen zu Moder erhalten: So SS-Personalakten (R 9361-III/543787 und R 9361-III/149430), eine Akte mit NSDAP-Parteikorrespondenz zu ihm (R 9361-II/717468), eine Akte des Propagandaministeriums zu ihm (R 55/23682), eine Akte des Obersten Parteigerichts der NSDAP zu ihm (R 9361-I/48972), ein Fragebogen zur Parteistatistischen Erhebung von 1939 (R 9361-I/2334), eine Unterlagensammlung (R 9354/628) sowie eine Strafprozessakte des Justizministerium zu ihm (R 3001/12435).